# ناهید (روزنامه شیراز)
ناهید نام یکی از مطبوعات استان فارس در دوران قاجاریه است.
این روزنامه از سال ۱۳۲۷ هـ. ق به وسیله میرزا ابراهیم ناهید، در شیراز به چاپ رسیده‌است.